# Migné
Migné là một xã ở tỉnh Indre khu vực trung bộ Pháp. Xã này có diện tích 56,32 km², dân số thời điểm năm 1999 là 296 người. Khu vực này có độ cao trung bình 108 mét trên mực nước biển.
Thị trấn này nằm trong công viên tự nhiên vùng Brenne.